# Październik 2007

## 1 października2007
- W studiu TVP odbyła się debata wyborcza pomiędzy premierem Jarosławem Kaczyńskim i byłym prezydentem Aleksandrem Kwaśniewskim. Debata była transmitowana między innymi przez stacje telewizyjne: TVP2, TVN24 i TV Biznes.
- Posłanka Beata Sawicka została zatrzymana na 5 godzin przez CBA pod zarzutem przyjęcia łapówki za „ustawienie przetargu”, wspólnie z burmistrzem Helu. O jej zatrzymaniu został powiadomiony Marszałek Sejmu Ludwik Dorn, który nie skorzystał z przysługującego mu w takiej sytuacji na mocy art. 105 ust. 5 Konstytucji prawa do nakazania natychmiastowego zwolnienia posłanki. (Gazeta.pl)

## 2 października2007
- Posłanka Beata Sawicka została usunięta z Platformy Obywatelskiej i zapowiedziano, że zrezygnuje z kandydowania do Senatu. (TVN24.pl)

## 3 października2007
- Polski ambasador w Iraku gen. Edward Pietrzyk został ranny w wyniku eksplozji pułapki w Bagdadzie.

## 5 października2007
- Nad ranem w Warszawie zmarł Jan Stefczyk, bardziej znany pod pseudonimem Władysław Kopaliński, polski leksykograf, tłumacz, pisarz i wydawca, autor audycji radiowych, felietonista. (Dziennik.pl)

## 6 października2007
- TVP3 zmieniło nazwę swojej stacji na TVP Info. (TVP)

## 7 października2007
- Wiesław Myśliwski został laureatem literackiej nagrody Nike. ( Wikinews)

## 8 października2007
- Mario Capecchi, Martin Evans oraz Oliver Smithies zostali uhonorowani Nagrodą Nobla w dziedzinie fizjologii i medycyny za „odkrycie zasad użycia zarodkowych komórek macierzystych do modyfikacji genetycznych myszy”. (Gazeta.pl)

## 9 października2007
- Albert Fert oraz Peter Grünberg otrzymali Nagrodę Nobla w dziedzinie fizyki za odkrycie efektu gigantycznego magnetoopru. (Gazeta.pl)

## 10 października2007
- Gerhard Ertl otrzymał Nagrodę Nobla w dziedzinie chemii za badania procesów chemicznych zachodzących na powierzchni ciał stałych. (Nobelprize.org)

## 11 października2007
- Lot czarterowy do Polski egipskiej linii lotniczej AMC Airlines, samolot odrzutowy typu McDonnell Douglas MD-83 (nr. rejestracji: SU-BOY), wykonał awaryjne lądowanie bez podwozia w porcie lotniczym Stambuł-Atatürk podczas przelotu z portu lotniczego Hurghada na warszawskie Okęcie, przekraczając limit drogi startowej. Sposród 156 pasażerów i 7 członków załogi na pokładzie, jedna osoba została ranna, a samolot poważnie uszkodzony. (Dziennik.pl,  Wikinews)
- Doris Lessing otrzymała literacką Nagrodę Nobla. (Gazeta.pl,  Wikinews)

## 12 października2007
- Były wiceprezydent USA Al Gore oraz Międzyrządowy Panel ds. Zmian Klimatu zostali uhonorowani pokojową Nagrodą Nobla. (Gazeta.pl)

## 15 października2007
- Leonid Hurwicz, Eric S. Maskin, Roger B. Myerson otrzymali Nagrodę im. Alfreda Nobla w dziedzinie Ekonomii. (Nobleprize.org)

## 17 października2007
- Papież Benedykt XVI ogłosił nominacje kardynalskie. Wśród nominowanych znalazł się abp Stanisław Ryłko.

## 18 października2007
- Ponad 130 osób zginęło w Karaczi na skutek eksplozji w pobliżu konwoju wiozącego byłą premier Pakistanu Benazir Bhutto. gazeta.pl

## 21 października2007
- W przedterminowych wyborach parlamentarnych w Polsce zwyciężyła opozycyjna Platforma Obywatelska (41,51% głosów) przed rządzącym Prawem i Sprawiedliwością (32,11%). Do Sejmu weszły też blok Lewicy i Demokratów oraz Polskie Stronnictwo Ludowe. Frekwencja wyniosła 53,79%.
- W Szwajcarii odbyły się wybory do parlamentu federalnego. Zwyciężyła silnie prawicowa Szwajcarska Partia Ludowa (SVP). (Money.pl)
- Lojze Peterle wygrał pierwszą turę wyborów prezydenckich w Słowenii. Druga tura wyborów odbędzie się 11 listopada. (Onet.pl)
- W referendum Turcy przyjęli propozycję nowelizacji konstytucji.

## 22 października2007
- W wieku 103 lat zmarła Ewa Curie, młodsza spośród dwóch córek Marii i Pierre’a Curie. (wp.pl)

## 23 października2007
- Wahadłowiec Discovery wystartował z kosmodromu Canaveral, rozpoczynając misję STS-120. (Gazeta.pl)

## 24 października2007
- Chiny wysłały na orbitę Księżyca sondę Chang’e 1. (Onet.pl)

## 26 października2007
- Były minister sportu w rządzie Kazimierza Marcinkiewicza i Jarosława Kaczyńskiego Tomasz Lipiec, dzień po zatrzymaniu przez CBA, został aresztowany na trzy miesiące w związku z zarzutami korupcyjnymi. (Gazeta.pl)
- We Francji zakończyła się seria spotkań polityków i specjalistów ds. ochrony środowiska (znana jako Grenelle de l’environnement), mających na celu podjęcie decyzji dotyczących zrównoważonego rozwoju. Jednym z gości spotkań był Al Gore. (libération.fr)

## 28 października2007
- Argentyńskie wybory prezydenckie wygrała Cristina Fernández de Kirchner, żona aktualnego prezydenta Néstora Kirchnera, uzyskując 44,9% głosów w jedynej turze wyborów; pokonała m.in. Elisę Carrió (23%). (bbc.co.uk)

## 29 października2007
- Urząd Ochrony Konkurencji i Konsumentów nałożył na PZU Życie karę 50 mln PLN za nadużycie dominującej pozycji na rynku ubezpieczeń pracowniczych przez praktykę narzucania niekorzystnych warunków umów małym przedsiębiorcom. Była to rekordowa kara wymierzona pojedynczej firmie. (Gazeta.pl, Money.pl)

## 30 października2007
- W wieku 59 lat zmarł Henryk Niewiadomski ps. „Dziad” – przestępca podejrzany o ścisłe kierowanie Gangiem Wołomińskim, odsiadujący wyrok w więzieniu w Radomiu. Przyczyną zgonu był prawdopodobnie wylew. (Gazeta.pl)
- Brazylia została gospodarzem Mistrzostw świata w piłce nożnej, które odbędą się w 2014 r. Była jedynym kandydatem ze swojego kontynentu. (Onet.pl)